# Article 6 de la Constitution belge

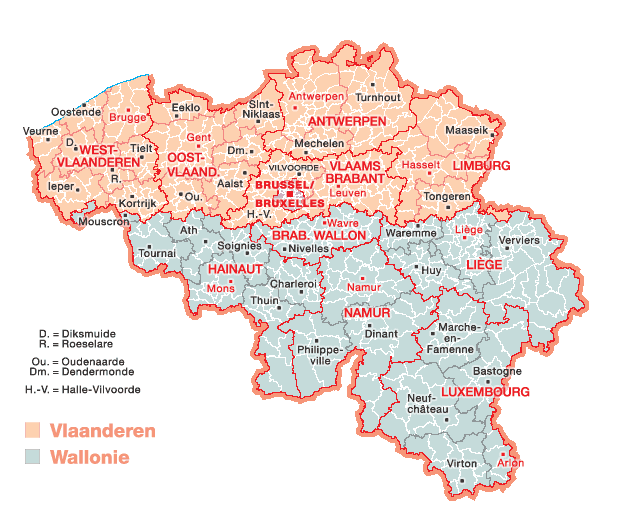
L'article six traite de l'organisation territoriale de la Belgique et de ses provinces, notamment divisées en arrondissements administratifs.

Pour un article plus général, voir Constitution de la Belgique.
L'article 6 de la Constitution de la Belgique fait partie du titre premier De la Belgique fédérale, de ses composantes et de son territoire. Il définit que les subdivisions des provinces ne peuvent être établies que par la loi, notamment les arrondissements administratifs.
Il date du 7 février 1831 et était à l'origine — sous l'ancienne numérotation — l'article 2. Il n'a jamais été révisé.

## Texte de l'article actuel
« Les subdivisions des provinces ne peuvent  être établies que par la loi. ».

## Interprétation
Par « loi », il faut entendre « décret régional » puisque la gestion des provinces est une compétence régionale depuis la quatrième réforme de l’État belge des années 1990.